# FK Liepāja
Futbola klubs Liepāja (også kendt som Liepāja) er en fodboldklub fra Letland. Klubben spiller i den bedste lettiske liga Virslīga og har hjemmebane på Daugavas stadions i byen Liepaja.

## Historie
Klubben blev stiftet i 2014.

## Titler
- Lettiske mesterskaber (1): 2015[1]
- Lettiske pokalturnering (2): 2017, 2020

## Historiske slutplaceringer
| Sæson | Niveau | Liga     | Placering | Kilde  |
| ----- | ------ | -------- | --------- | ------ |
| 2014  | 1.     | Virslīga | 4.        | [ 2 ]  |
| 2015  | 1.     | Virslīga | 1.        | [ 3 ]  |
| 2016  | 1.     | Virslīga | 4.        | [ 4 ]  |
| 2017  | 1.     | Virslīga | 2.        | [ 5 ]  |
| 2018  | 1.     | Virslīga | 7.        | [ 6 ]  |
| 2019  | 4.     | Virslīga | 6.        | [ 7 ]  |
| 2020  | 1.     | Virslīga | 5.        | [ 8 ]  |
| 2021  | 1.     | Virslīga | 3.        | [ 9 ]  |
| 2022  | 1.     | Virslīga | 4.        | [ 10 ] |
| 2023  | 1.     | Virslīga | 5.        | [ 11 ] |
| 2024  | 1.     | Virslīga | 6.        | [ 12 ] |

## Klubfarver
| FK LIEPAJA | FK LIEPAJA | FK LIEPAJA |

## Trupp
Pr. 22. april 2024
| Nr. | Land      | Position | Spiller                  |
| --- | --------- | -------- | ------------------------ |
| 4   | Letland   | FO       | Stipe Vucur              |
| 3   | Letland   | FO       | Normunds Uldrikis        |
| 6   | Georgien  | MI       | Giorgi Kutsia            |
| 7   | Georgien  | AN       | Luka Silagadze (Captian) |
| 8   | Senegal   | FO       | Pape Fall                |
| 9   | Armenien  | AN       | Aram Baghdasaryan        |
| 10  | Brasilien | AN       | Dodô                     |
| 11  | Senegal   | AN       | Mouhamadou Diaw          |
| 12  | Letland   | MM       | Ilja Isajevs             |
| 13  | Senegal   | FO       | Cheikh Faye              |
| 14  | Letland   | FO       | Eduards Tidenbergs       |

| Nr. | Land     | Position | Spiller             |
| --- | -------- | -------- | ------------------- |
| 21  | Letland  | FO       | Janis Grinbergs     |
| 22  | Georgien | AN       | Rati Ardazishvili   |
| 20  | Georgien | FO       | Vazha Patsatsia     |
| 2   | Letland  | FO       | Rudolfs Ziemelis    |
| 27  | Senegal  | MI       | Cheikh Diouf        |
| 29  | Senegal  | AN       | Rassoul Ba          |
| 30  | Georgien | AN       | Andria Khorkheli    |
| 33  | Letland  | MI       | Ivans Patrikejevs   |
| 35  | Letland  | MM       | Vladislavs Kurakins |
| 43  | Holland  | FO       | Lassana Faye        |
| 28  | Letland  | FO       | Alans Kangars       |
| 17  | Letland  | MI       | Arturs Zjuzins      |
| 70  | Letland  | MI       | Danila Patijcuks    |
| 77  | Letland  | AN       | Armans Muradjans    |
| 84  | Letland  | MM       | Vladislavs Lazarevs |
| 88  | Letland  | MI       | Edgars Ivanovs      |
| 99  | Tunesien | MI       | Fraj Kayramani      |